# The Amazing Dr. Clitterhouse (Album)
The Amazing Dr. Clitterhouse  ist ein Jazzalbum von Michael Thieke, Michael Griener und Christian Weber. Die am 24. Februar 2005 in Michael Grieners Proberaum in Berlin entstandenen Aufnahmen erschienen 2007 auf Ayler Records.

## Hintergrund
Der Holzbläser Michael Thieke war ab den späten 1990er-Jahren in verschiedenen Projekten tätig, etwa mit Musikern wie Eric Schaefer, Kai Fagaschinski, Luca Venitucci, Derek Shirley sowie mit Jürgen Kupke und Gebhard Ullmann im Clarinet Trio. Mit dem Schlagzeuger Michael Griener spielte er 2002 in der Formation Schwimmer. Für die Triosession 2005 mit Griener kam noch der Schweizer Bassist Christian Weber hinzu, der in den Jahren zuvor mit Musikern wie Stefan Heckel, Marco Käppeli, Chris Wiesendanger und Michel Wintsch gespielt hatte.
Der Titel des Albums leitet sich von dem gleichnamigen Spielfilm von Anatole Litvak aus dem Jahre 1938 ab.

## Titelliste
- Michael Thieke, Michael Griener und Christian Weber: The Amazing Dr. Clitterhouse (Ayler Records aylDL-058)[2]

1. A Dispatch from Reuters 5:37
2. East is West 5:00
3. A Bullet for Joey 5:06
4. Two Weeks in Another Town 5:29
5. Unholy Partners 5:04
6. Two Seconds 7:29
7. Key Largo 4:29

Die Kompositionen stammen von Michael Thieke, Michel Griener und Christian Weber.

## Rezeption
Jede der sieben Kompositionen sei ein erstklassiges Stück energiegeladener Musik, schreibt Ken Waxman in JazzWord. Neben der Hervorhebung seines Altsaxophon-, Altklarinetten- und Klarinettenspiels gebe es auch genug Platz für seine Kollegen aus der Rhythmusgruppe. Christian Weber biete rhythmische Interventionen der Spitzenklasse an, während die Perkussion-Zusätze das Ergebnis der Erfindungen des Nürnbergers Michael Griener sind. Dessen klappernde Becken seien ebenso leicht in der Lage, einen Shuffle-Beat wie Aufpraller erklingen zu lassen, und vermischten sich oft mit Webers klingenden Basslinien; und je nach Situation erfolge die rhythmische Begleitung auch durch Kettenrasseln oder Stockschläge, die so regelmäßig sind wie Hufschläge. Weber seinerseits schreite ebenso leichtfüßig, wie er auf den Saiten auf und ab gleite, und schlage mit perkussiven Schlägen an Stellen, die so schlüssig seien, wie seine Sul-tasto-Schwünge andere Stücke prägen.